# Франция на зимних Олимпийских играх 1992
Франция на Олимпийских зимних играх 1992 года была принимающей стороной — основные игры проходили в Альбервилле и его окрестностях. Французская команда состояла из 109 спортсменов (79 мужчин, 30 женщин), соревновавшихся в 12 видах спорта. Флаг Франции на церемонии открытия нёс лыжник Фабрис Ги.

## Медалисты
| Медаль  | Спортсмен                               | Вид спорта        | Дисциплина                    |
| ------- | --------------------------------------- | ----------------- | ----------------------------- |
| Золото  | Коринн Ниогре Вероник Клодель Анн Бриан | Биатлон           | Женщины, эстафета 3×7,5 км    |
| Золото  | Эдгар Гроспирон                         | Фристайл          | Мужчины, могул                |
| Золото  | Фабрис Ги                               | Лыжное двоеборье  | Мужчины, индивидуальная гонка |
| Серебро | Франк Пиккар                            | Горнолыжный спорт | Мужчины, скоростной спуск     |
| Серебро | Кароль Мерль                            | Горнолыжный спорт | Женщины, супергигант          |
| Серебро | Изабель Дюшенэ Поль Дюшенэ              | Фигурное катание  | Пары                          |
| Серебро | Оливье Алламан                          | Фристайл          | Мужчины, могул                |
| Серебро | Сильвен Гийом                           | Лыжное двоеборье  | Мужчины, индивидуальная гонка |
| Бронза  | Флоранс Маснада                         | Горнолыжный спорт | Женщины, комбинация           |

## Результаты выступлений в отдельных видах спорта

### Фигурное катание
Танцевальная пара Изабель и Поль Дюшенэ имела все шансы выиграть золото, однако из-за ошибки стала второй после пары Марина Климова—Сергей Пономаренко. Олимпиада стала их последним любительским выступлением, после чего они решили перейти в профессиональный спорт.

### Шорт-трек
Соревнования по шорт-треку на зимних Олимпийских играх 1992 прошли с 18, 20 и 22 февраля в Олимпийской ледяной арене (Halle Olympique) в паре километров от Альбервилля. Это был дебют шорт-трека в олимпийской программе (до этого шорт-трек был показательным видом в 1988 году в Калгари).
На дистанции 5000 метров французская мужская команда (Marc Bella, Arnaud Drouet, Rémi Ingres, Claude Nicouleau) заняла пятое место, показав время 7:26.09. Соревнования проводились 22 февраля.
20 февраля женская команда (Valérie Barizza, Sandrine Daudet, Murielle Leyssieux, Karine Rubini) также заняла пятое место, но на дистанции 3000 метров.

### Хоккей с шайбой
Французская хоккейная команда выступала в группе B, она сыграла с командами Канады, Чехословакии, Швейцарии, Норвегии и Объединённой командой бывшего СССР, в результате чего заняла 4 место в группе, набрав 4 очка.
В четвертьфинале французская сборная встретилась со сборной США, игра закончилась со счётом 1:4.
20 февраля французские хоккеисты встретились с германской сборной, которая впервые после объединения ГДР и ФРГ выступала единой командой, французы проиграли 4:5. Через два дня
французы встретились с командой Финляндии в матче за 7 место и проиграли со счётом 1:4.

### Лыжные гонки

#### Соревнования среди мужчин
В эстафете 4х10 км, которая состоялась 18 февраля, французская команда (Патрик Реми́, Филипп Санше́з, Стефан Азамбре́, Эрве Балла́н) заняла 8 место с результатом 1:44:51.1.
В гонке на 50 километров свободным стилем Эрве Баллан занял 5 место с результатом 2:07:17.7, Ги Баллан занял 14 место с результатом 2:10:40.8.

#### Соревнования среди женщин
Гонка по системе Гундерсена на 10 километров состоялась 15 февраля, Изабель Мансини заняла 9 место.
В эстафете 4х5 км 18 февраля 1992 года французская женская команда (Кароль Станисие́р, Сильви Жири-Руссе́, Софи́ Вильнёв, Изабель Мансини́) заняла 5 место.
Софи Вильнёв пришла к финишу восемнадцатой в гонке на 30 километров свободным стилем. Её время 1:30:14.5.

### Биатлон
В медальном зачёте по биатлону Франция завоевала 4 место в основном благодаря женской команде в составе Коринн Ниогре, Вероник Клодель, Анн Бриан, которые взяли «золото» в эстафете 3 по 7,5 километров 14 февраля.
12 февраля в спринте Эрве Фланде́н пришёл к финишу десятым, показав время 26:56.6 и допустив 1 промах.

### Горнолыжный спорт
Франк Пикка́р завоевал серебряную медаль в скоростном спуске, отстав от лидера на 0,05 и показав время 1:50.42. Люк Альфа́н стал лишь двенадцатым, с отставанием на 1,97.
В супергиганте 18 февраля Кароль Мерль поднялась на вторую ступень пьедестала, показав время 1:22.63.
Соревнования в комбинации среди женщин проводились 13 февраля, Флора́нс Маснада́ получила бронзовую медаль, набрав 21,38 очков.

### Фристайл
Французы неплохо выступили во фристайле, завоевав золото и серебро в могуле. Для сборной Франции эта золотая медаль остаётся единственной за всё время проведения фристайла в рамках Олимпийских игр.
Дидье́ Меда́ занял третье место в акробатике, Фабри́с Беке́р — первое в лыжном балете среди мужчин. Катти́ Фешо́ заняла второе место в лыжном балете среди женщин. Но эти дисциплины были лишь демонстрационными на Олимпийских играх 1992 года.

### Лыжное двоеборье
Индивидуальная гонка среди мужчин состоялась 12 февраля 1992 года в Куршевеле в 50 километрах от Альбервиля. Победил Фабри́с Ги, пробежав дистанцию за 44:28.1. Сильве́н Гийо́м отстал от него на финише на 48.4 и занял второе место.

### Бобслей
В бобслее от Франции в 1992 году выступали только мужчины (женские двойки появились в олимпийской программе 10 лет спустя).
16 февраля проводились соревнования двоек, французы (Christophe Flacher, Claude Dasse) заняли 14 место, а (Gabriel Fourmique, Philippe Tanchon — 17 место в общем зачёте.
В соревновании четвёрок 22 февраля французская четвёрка (Christophe Flacher, Claude Dasse, Thierry Tribondeau, Gabriel Fourmigue) заняла 8 место, вторая четвёрка (Брюно́ Минжо́н, Stéphane Poirot, Didier Stil, Dominique Klinnik) заняла 18 место.